# مايكل أندي
مايكل أندي (بالألمانية: Michael Ande)‏ (و. 1944  م) هو مؤدي أصوات، وممثل مسرحي، وممثل أفلام، وممثل تلفزي ألماني، ولد في باد فيسزيه.

## وصلات خارجية
- مايكل أندي على موقع IMDb (الإنجليزية)
- مايكل أندي على موقع مونزينجر (الألمانية)
- مايكل أندي على موقع ألو سيني (الفرنسية)
- مايكل أندي على موقع أول موفي (الإنجليزية)
- مايكل أندي على موقع ديسكوغز (الإنجليزية)
- مايكل أندي على موقع قاعدة بيانات الفيلم (الإنجليزية)
- مايكل أندي على موقع كينوبويسك (الروسية)